# Ivan Mikhailovich Sidorenko
Ivan Mikhailovich Sidorenko (tiếng Nga: Ива́н Миха́йлович Сидоре́нко; 1919-1987) là một trong những xạ thủ bắn tỉa nổi tiếng của Liên Xô. Trong chiến tranh, ông đã bắn hạ khoảng 500 quân đối phương (trong đó có 91 sĩ quan), 1 xe tăng và 3 xe kéo (bằng cách bắn vào thùng nhiên liệu làm xe bốc cháy).

## Cuộc đời và sự nghiệp
Sidorenko sinh ngày 12 tháng 9 năm 1919 trong một gia đình trung lưu tại một nông trang nhỏ tại thị trấn Chatsovo (ngày nay là thành phố Glinkovsky, thủ phủ của bang Smolensk, Nga). Sidorenko có năng khiếu vẽ bẩm sinh với những bức tranh rất đẹp, ông từng được họa sĩ lừng danh Nikolay Baskakov nhận làm học trò. Năm 18 tuổi, Sidorenko được tuyển thẳng vào Học viện mỹ thuật quốc gia Penza và nhanh chóng trở thành một trong những họa sĩ nổi tiếng.
Tuy nhiên, năm 1939, khi bước qua năm thứ hai thì ông bỏ ngang con đường nghệ thuật. Bấy giờ, bóng ma chiến tranh bắt đầu hiện rõ khi Đức Quốc xã nhanh chóng khơi mào chiến tranh và mở rộng kiểm soát ở châu Âu. Sidorenko gia nhập Hồng quân và được gửi vào trường bộ binh Simferopol ở Krym.
Tháng 6 năm 1941, quân Đức bất ngờ tấn công Liên Xô. Tháng 11 năm 1941, Sidorenko ra mặt trận, làm sĩ quan chỉ huy một đại đội súng cối trong biên chế của Tập đoàn quân xung kích 4 thuộc Phương diện quân Kalinin, tham chiến trong giai đoạn những nỗ lực của Hồng quân nhằm chặn đứng đà tiến mãnh liệt của quân Đức ngay trước cửa ngõ Moskva.
Trong những cuộc phản công mùa đông năm 1942, đại đội súng cối của Trung úy Sidorenko đã chiến đấu từ đầu cầu Ostashkovsky đến thành phố Velizh, vùng Smolensk. Chính trong những trận chiến này, Sidorenko đã nhận ra khả năng thiện xạ của chính mình. Kết quả của những chuyến đi săn kẻ thù của ông rất thành công, đến mức các chỉ huy của Sidorenko đã ra lệnh ông huấn luyện lại cho những người khác. Sidorenko đã nhanh chóng tuyển lựa cho đội của mình những binh sĩ đạt những yêu cầu cao về thị lực, kiến thức về vũ khí, cũng như khả năng chiến đấu trong môi trường khắc nghiệt nhất. Phương pháp của Sidorenko rất bài bản, khởi đầu với những bài học lý thuyết, sau đó là những chuyến đi săn trên thực địa. Người Đức sớm phải thực hiện các biện pháp đề phòng cho những tay súng bắn tỉa Đức trước mối nguy hiểm từ Sidorenko và đội của ông.
Sidorenko sau đó rút về làm công tác huấn luyện trên cương vị trợ lý chỉ huy với cấp bậc Đại úy tại Trung đoàn súng trường 1122 (Sư đoàn Bộ binh 334, Tập đoàn quân Xung kích 4, Phương diện quân Pribaltic 1). Mặc dù ông chủ yếu làm công tác huấn luyện, thỉnh thoảng ông vẫn thực hiện các chuyến đi săn cùng với một trong những học viên của mình. Trong một chuyến đi săn như thế, ông đã phá hủy một chiếc xe tăng và ba xe thiết giáp bằng cách sử dụng đạn gây cháy.
Trong các trận chiến với quân Đức, Sidorenko từng 3 lần bị thương nặng. Tuy nhiên, mỗi lần hồi phục, ông lại trở lại nhiệm vụ. Ngày 4 tháng 5 năm 1944, Sidorenko bị trúng đạn pháo của quân Đức khi chiến đấu trên mặt trận Estonia. Ông bị thương nghiêm trọng, phải nhập viện cho đến khi kết thúc chiến tranh. Trong thời gian nằm điều trị tại bệnh viện dã chiến ở Estonia, Sidorenko đã được trao tặng danh hiệu Anh hùng Liên Xô vào ngày 4 tháng 6 năm 1944 và được thăng cấp Thiếu tá. Cấp trên cũng cấm Sidorenko tham gia chiến đấu lần nữa, vì ông được nhìn nhận như là một xạ thủ và huấn luyện viên bắn tỉa có giá trị.
Tính đến năm 1944, Sidorenko được tính là đã tiêu diệt hơn 500 quân Đức chỉ bằng khẩu súng trường Mosin gắn kính ngắm. Ông được xem là xạ thủ bắn tỉa thành công nhất của Liên Xô trong Thế chiến thứ hai. Ông cũng đào tạo cho Hồng quân hơn 250 tay súng bắn tỉa. Hầu hết trong số họ về sau đã được trao tặng danh hiệu và huân chương.
Sau khi chiến tranh kết thúc, Sidorenko giải ngũ và về định cư tại thành phố Korkino, Chelyabinsk Oblast, thuộc dãy núi Ural, nơi ông làm quản đốc của một mỏ than. Năm 1974, ông chuyển đến sống ở thành phố Kizlyar, Cộng hòa Dagestan, Kavkaz.
Ivan Mikhailovich Sidorenko qua đời vào ngày 19 tháng 2 năm 1994 tại Kizlyar, Dagestan.

## Giải thưởng
- Anh hùng Liên Xô
- Huân chương Lenin;
- Huân chương Chiến tranh Vệ quốc hạng 1;
- Huân chương Sao đỏ;